# Жаботинські кургани
Жаботинські кургани — група курганних поховань, розташованих поблизу сіл Жаботин, Райгород та Михайлівка Черкаської області. В різний час кургани даної групи досліджували В. Хвойка, О. Бобринський, Є. Покровська, В. Іллінська, Г. Косак, С. Скорий та інші. Точне число Жаботинських курганів (як розкопаних, так і загалом) на сьогодні достеменно не встановлене.

## Дослідження В. Хвойки
У 1899 р. Вікентій Хвойка розкопав шість курганів поблизу с. Жаботин. Однак при цьому дослідник опублікував свідчення лише про два кургани: № 1 містив склеп, який складався з кількох добре обтесаних великих брусків, складених зрубом. Розмір одного бруска становив 5 м в довжину, 70 см — в ширину та 30 см в товщину. Ймовірно, даний зруб був збудований у насипу кургану, оскільки про наявність ями у матеріалах В. Хвойки не згадується. Окрім того, не вказано розміри самого кургану. Щодо іншого кургану (№ 2), то про поховальні споруди в ньому згадок взагалі нема.
В. Хвойка розкопав також 14 курганів поблизу сіл Михайлівка та Райгород, однак опублікував дані лише про 8 курганів. Серед них: курган № 2 поблизу с. Райгород та курган № 13 поблизу с. Михайлівка. Курган біля Райгорода має висоту 5,5 м. Поховання здійснене в ґрунтовій ямі — розміри 5,7×4,3 м, вкритій дерев'яними колодами. Наявне також впускне поховання, датоване V ст. до н. е. Курган № 13 має висоту 1,4 м, споруджений над ямою глибиною 1,9 см. Поховальний обряд — трупоспалення, яке здійснювалося в цій же ямі судячи з обпаленої землі,.

## Дослідження О. Бобринського
Олексій Бобринський розкопав два кургани поблизу с. Жаботин у 1913 р. Один з курганів — висотою 5,4 м, одержав номер 524. Поховання у вигляді склепу було розташоване у насипу і орієнтоване по лінії північ-захід — південь-схід. Довжина склепу становить 6,3 см, ширина — 5,45 см. Довкола нього було викопано рівчак глибиною 0,55 см. Стіни склепу складалися з вертикально поставлених колод (16 в довгих стінах, 11 — в коротких). Ширина колод близько 35 см, за виключенням більш широких кутових. Нижні краї колод обпалені і вкопані в рівчаки. Перекриття склепу знаходиться на висоті двох метрів над рівнем ґрунту. На південь від поховання дослідник виявив сліди грабіжницького лазу.

## Дослідження В. Іллінської
Саме В. А. Іллінська в ході досліджень ранньоскіфських курганів, розташованих в басейні річки Тясмин, виділила жаботинську групу та віднесла до неї кургани поблизу сіл Райгород та Михайлівка. Окрім того, дослідниця систематизувала матеріали, що походять із Жаботинських курганів та зберігаються в Київському історичному музеї (від 1991 р. — Національний музей історії України).

## Дослідження С. Скорого
У 2019 р. дослідники С. А. Скорий, Р. В. Зимовець та В. М. Окатенко повторно дослідили курган № 524 поблизу с. Жаботин. Їхній опис кургану дещо відрізняється від того, що зробив О. Бобринський. На момент розкопок курган мав висоту 3 м при діаметрі 55×50 м. Насип був створений у два етапи. Перший насип (діаметр 24 м, висота 4 м) перекривав центральну гробницю. Радіально, по всій площі, насип був обкладений плахами. Другий насип (діаметр 50 м, висота 7 м) був закріплений знизу глиняною крепідою. Розміри гробниці дослідники визначили як 22 м2, а не 35 м2, як їх визначав О. Бобринський. З південного сходу та північного заходу до центральної гробниці примикали два ритуальних помости з дерева, один з яких був сильно обпалений. Поруч з цими помостами знаходилося друге поховання в невеликій ямі, перекритій деревом. Небіжчик лежав на боці, в скорченому положенні, на кістках — сліди вогню. Предметів поряд не виявлено, вік покійного було визначено як 14-18 років. Дане поховання дослідники інтерпретували як жертвоприношення представнику скіфської знаті, для якого спорудили центральну гробницю.

## Інвентар
З кургану № 1 біля с. Жаботин походять: золота пластинка із зображенням коня з піджатими під животом ногами та повернутою назад головою; уламки грецької амфори та скіфського посуду.
З кургану № 2 поблизу с. Жаботин походять: пара бронзових вудил — одне з двома петлями, інше — зі стременеподібними петлями; уламки двох псаліїв з кінським та орлиним образами. Кінці стрижнів псалій мають орнамент у вигляді трикутників; кістяні пряжки; чотири пластини з кісток, на яких зображено птахів та лосів.
У кургані № 524 біля с. Жаботин О. Бобринський свого часу знайшов такі артефакти: уламки залізного меча; бронзові наконечники стріл жаботинського типу; бронзові пластинки від панцира; фрагменти руків'я довгого ножа; бронзові вудила зі стременеподібними петлями; бронзові псалії; кам'яну булаву; дві золоті пластинки у вигляді лосів; уламки посуду. За результатами розкопок 2019 р. було знайдено також бронзову пластинку у вигляді бика в фас та ручку амфори, судячи зі складу глини, східногрецького походження.
У кургані № 2 поблизу с. Райгород знайдені: біметалевий меч (залізне лезо та бронзове руків'я) архаїчного типу; античний посуд невеликого розміру; бронзові пластини, які, ймовірно, були частиною захисного обладунку; залізні псалії; залізний ніж; кам'яна плита (ймовірно, блюдо); уламки посуду.
З кургану № 13 поблизу с. Михайлівка походить черпак з високою ручкою, прикрашений візерунком із трикутників.
Окрім того, з курганів жаботинівської групи походять: круглий кубок жовтого кольору, оздоблений чотирма наліпами на шийці та орнаментом із заштрихованих трикутників та ромбів; ще один кубок з високою шийкою має візерунок із заштрихованих трикутників в різних комбінаціях. Обидва кубки знайдені В. Хвойкою і зберігаються в Національному музеї історії України. У курганах поблизу с. Михайлівка знайдені також вісімкоподібні бронзові бляшки; хрестоподібна бляха з подвійною орлиною голівкою; золота пластинка у вигляді трикутника, складеного з трьох концентричних кілець. Усе це було представлено в третьому випуску «Древностей Поднепровья».       

## Хронологія
За В. Іллінською, три кургани: № 2 та № 524 поблизу с. Жаботин, а також № 13 поблизу с. Михайлівка — датуються VII—VI ст. до. н. е. Ще два кургани відносяться до середини-другої половини VI ст. до. н. е.: курган № 2 поблизу с. Райгород та № 1 поблизу с. Жаботин. Чотири кургани (№ 523 біля с. Жаботин, № 1 біля с. Райгород, № 11, 14 біля с. Михайлівка), а також одне впускне поховання (в кургані № 2 поблизу с. Райгород) датуються V ст. до. н. е. Три кургани поблизу с. Михайлівка (№ 9, 10, 12) датовані IV ст. до. н. е. Також кінцем VII ст. до. н. е. курган № 2 поблизу с. Жаботин датувала М. Вязьмітіна, спираючись на час існування двокільцевих вудил, знайдених в цьому кургані. Пізніше дослідники переглянули датування курганів № 2 та 524 поблизу с. Жаботин: віднесли їх до другої половини VI ст. до. н. е., спираючись на зіставлення їх інвентаря з Келермеськими курганами, датованими першою половиною VI ст. до. н. е. У подальшому дослідники стали все більше і більше «зістарювати» курган № 524, спершу до кінця VII ст. до. н. е., а згодом — до середини VII ст. до. н. е. Однак за матеріалами розкопок 2019 р. С. Скорий довів, що курган № 524 поблизу с. Жаботин не може датуватися раніше за кінець VII ст. до. н. е.         

## Значення
Жаботинські кургани є найдавнішими ранньоскіфськими похованнями на території сучасної України, в інвентарі яких представлено пам'ятки знаменитого скіфського «звіриного стилю». З кургану № 2 поблизу с. Жаботин походить унікальний комплекс виробів з рогу, які характеризують виразні персонажі ранньоскіфського звіриного стилю. Синкретичний характер інвентарю кургану № 524 (поєднання місцевих, закавказьких та середньоазійських речей) дозволяє вважати цей курган одним із найраніших свідчень вторгнення до Північного Причорномор'я зі сходу чергової хвилі кочовиків — скіфів.